# Koroljov, Rusija
Koroljov (rusko: Королёв, IPA: [kərɐˈlʲɵf]) je industrijsko mesto v Moskovski oblasti v Rusiji, zelo znano kot zibelka sovjetskega in ruskega raziskovanja vesolja. Leta 2010 je imelo 183.402 prebivalcev, leta 2024 pa že 224.348 in je bilo tako največje znanstveno mesto v Rusiji.  Koroljov, ki je bil poimenovan po sovjetskem raketnem inženirju in oblikovalcu Sergeju Koroljovu, neuradno velja za vesoljsko prestolnico Rusije.
Maja 2014 je bilo v okvir Koroljova vključeno ukinjeno mesto Jubilejni.

## Zgodovina
Območje današnjega mesta Koroljov je bilo naseljeno že v 1. tisočletju pred našim štetjem. Arheološka izkopavanja blizu vasi Maksimkovo so tu odkrila predslovansko naselbino iz 1. tisočletja pred našim štetjem.
Na mestu trenutnega mesta Koroljov je bila poletna vas z dačami Podlipki in železniška postaja Podlipki - Dačnije. Leta 1914 se je začela gradnja podjetij in stanovanj za bodočo tovarno samovozne artilerije. Istega leta je bila odprta postaja Podlipki Jaroslavske železnice. Ohranjen je zemljevid kmečkih zemljišč blizu postaje Podlipki.
Leta 1924 so na tem območju ustanovili Bolševsko delovno komuno za mladoletne prestopnike.
Leta 1925 je bil potrjen Splošni načrt za razvoj naselja pri Tovarni št. 8 po imenu M. I. Kalinina. Projekt so izvajali bratje Vesnini. Zagotovljena so bila sredstva za gradnjo lesenih domov. Leta 1931 je bila zgrajena kuhinja, leta 1932 pa kopalniški traktor.

## Šport
Bandy klub Vimpel je igral v ruski drugi ligi. Njihova domača arena ima kapaciteto 10.000 sedišč. Obstajal je načrt za opremiti stadion z umetnim ledom, vendar je bil projekt opuščen. Uradni razlog so bile finančne težave, čeprav so začeli namesto tega načrtovati notranjo areno za hokej na ledu. Trenutno Vimpel igra v amaterski ligi Moskovske oblasti. Leta 2014 so ustanovili bandy federacijo za mesto.